# امپولی
امپولی (به ایتالیایی: Empoli) یک کومونه در ایتالیا است که در استان فلورانس واقع شده‌است.

## خصوصیات
امپولی ۶۲٫۲۸ کیلومترمربع مساحت و ۴۸٬۰۸۶ نفر جمعیت دارد و ۲۸ متر بالاتر از سطح دریا واقع شده‌است.

## خواهرخوانده
شهرهای نمور، بلژیک، اوبرویلیه، بزانسون، Sankt Georgen an der Gusen و تولدو، اسپانیا خواهرخوانده‌های امپولی هستند.